# Manuel Busto
Manuel Busto (Cransac, 1932. október 1. – Saint-Rémy-de-Provence, 2017. október 9.) francia kerékpárversenyző.

## Pályafutása
1957 és 1962 között vett részt profi versenyeken. A Tour de France-on hat alkalommal indult (1957–1962). Első alkalommal kizárás miatt nem fejezte be a versenyt. Legjobb eredményét 1958-ban érte el, amikor 31. lett. 1959-ben a Vueltán az ötödik helyen végzett.

## Sikerei, díjai
- Vuelta
  - 5.: 1959
- Tour de l'Aude
  - győztes: 1958
  - szakaszgyőzelem: 1958 (4. szakasz)
  - Bourg-Genève-Bourg
  - győztes: 1958
- Tour du Sud-Est
  - 2.: 1958
- Grand Prix d'Espéraza
  - 3.: 1959
- Grand Prix de Cannes
  - 3.: 1959
- Critérium du Dauphiné Libéré
  - szakaszgyőzelem: 1960 (3. szakasz)
- Tour du Loiret
  - 3.: 1960
- Katalán körverseny (Volta Ciclista a Catalunya)
  - szakaszgyőzelem: 1961 (2. szakasz)